# Cyphopterum tenerifae
Cyphopterum tenerifae är en insektsart som beskrevs av Lindberg 1954. Cyphopterum tenerifae ingår i släktet Cyphopterum och familjen Flatidae. Inga underarter finns listade i Catalogue of Life.